# بویان نایدنوف
بویان نایدنوف (مقدونی: Бојан Најденов؛ زادهٔ ۲۷ اوت ۱۹۹۱) بازیکن فوتبال اهل جمهوری مقدونیه است.

## آمار باشگاهی

### سابقه باشگاهی
او سابقه بازی برای تیم‌های هوریزونت تورنوو، میراوچی، رابوتنیچکی و سموحه را دارد.

### استقلال
او در نقل انتقالات زمستانی لیگ هفدهم در سال ۱۳۹۶ به تیم فوتبال استقلال پیوست؛ و نخستین بازی رسمی او برای استقلال در لیگ برتر مقابل نفت تهران انجام گرفت.

## بازی در تیم ملی مقدونیه
نایدنوف ۴ بازی ملی که همگی دوستانه بوده در کارنامه دارد؛ دو دیدار برابر چین، یک دیدار برابر ایران و یک دیدار هم مقابل آذربایجان. بویان در این مسابقات هیچ گلی به ثمر نرسانده و بعید به نظر می‌رسد فرد ایده‌آلی برای حضور در اردوهای ملی کشورش باشد. یکی از دیدارهای ملی بویان مقابل ایران در سال ۲۰۱۶ بوده که با هت تریک سردار آزمون با نتیجه ۳–۱ به سود شاگردان کارلوس کی روش به پایان رسید.

## افتخارات

### باشگاهی
استقلال
- قهرمانی در جام حذفی فوتبال ایران ۹۷–۹۶